# Gooty
Gooty là một thị trấn thống kê (census town) của quận Anantapur thuộc bang Andhra Pradesh, Ấn Độ.

## Địa lý
Gooty có vị trí 15°07′B 77°38′Đ / 15,12°B 77,63°Đ Nó có độ cao trung bình là 345 mét (1131 feet).

## Nhân khẩu
Theo điều tra dân số năm 2001 của Ấn Độ, Gooty có dân số 43.387 người. Phái nam chiếm 51% tổng số dân và phái nữ chiếm 49%. Gooty có tỷ lệ 65% biết đọc biết viết, cao hơn tỷ lệ trung bình toàn quốc là 59,5%: tỷ lệ cho phái nam là 74%, và tỷ lệ cho phái nữ là 55%. Tại Gooty, 12% dân số nhỏ hơn 6 tuổi.